# بلوسترب كات فيش
بلوسترب كات فيش هي من الأسماك النشطة سريعة النمو، يصل طولها إلى 100 سم. لونها أزرق وبه خطوط فضية، لها شاربين وهي سمكة ذات شكل خاص يميزها عن غيرها من الأسماك الأخرى. درجة الحرارة المناسبة لها من 25 إلى 30 درجة مئوية.